# 野中映
野中 映（のなか えい、1955年9月1日 - ）は、日本の音楽学者。国立音楽大学教授。高崎経済大学講師。

## 経歴
神奈川県逗子市出身。エリザベト音楽大学卒業。横須賀米軍基地内ハンバーガーショップやバイク便の配送業務を務めるかたわら、domudaのリーダーとしてバンドを引っ張ってきた。主な研究テーマは敬語論史とニューヨーク・パンク。2017年12月2日、日本テレビ系列のバラエティ番組であるマツコ会議に出演。また日本テレビ系列で2019年4月20日から6月22日まで放送されていた『俺のスカート、どこ行った?』の主人公は彼をモデルにしていると話題になった。

## 出版
- 音楽案内 - 深夜叢書社2010年
- 名曲偏愛学-時事通信社1992年